# 아사쿠라 카이
아사쿠라 카이(일본어: 朝倉 海, 1993년 10월 31일 ~ )는 일본 출신의 종합격투기 선수로, UFC 플라이급에서 활동하고 있다. 밴텀급과 플라이급을 오가며 뛰어난 타격력, KO 퍼포먼스로 ‘일본의 강타자’로 알려져 있다.

## 선수 경력
아사쿠라는 2012년 DEEP에서 프로로 활동을 시작한 이후, Rings와 Road FC 등 단체를 거치며 빠르게 성장했다. Rizin에 합류한 이후 밴텀급 챔피언에 등극하고, 2023년 UFC와 계약하여 플라이급으로 체급을 이동했다.
2024년 12월 UFC 310에서 데뷔전을 가졌는데, UFC 플라이급 챔피언 알렉산드레 판토자(Alexandre Pantoja)에게 2라운드 리어네이키드 초크로 도전했으나 패했다. 2025년 8월, 팀 엘리엇(Tim Elliott)과 UFC 319에서 재도전이 예정되어 있다.

## 종합격투기 전적
| 결과 | 전적 | 상대              | 방식                          | 대회     | 날짜       | 장소               |
| ---- | ---- | ----------------- | ----------------------------- | -------- | ---------- | ------------------ |
| 패   | 21–5 | Alexandre Pantoja | Submission (rear-naked choke) | UFC 310  | 2024‑12‑07 | 라스베이거스, 미국 |
| 승   | 21–4 | Juan Archuleta    | TKO (knee & punches)          | Rizin 45 | 2023‑12‑31 | 사이타마, 일본     |
| 승   | 20–4 | Yuki Motoya       | KO (knee to the body)         | Rizin 42 | 2023‑05‑06 | 도쿄, 일본         |
| 승   | 19–4 | Hiromasa Ougikubo | Decision (unanimous)          | Rizin 33 | 2021‑12‑31 | 사이타마, 일본     |
| 승   | 18–4 | Kenta Takizawa    | Decision (unanimous)          | Rizin 33 | 2021‑12‑31 | 사이타마, 일본     |
| 승   | 17–3 | Alan Yamaniha     | Decision (unanimous)          | Rizin 30 | 2021‑09‑19 | 사이타마, 일본     |

## 타이틀 및 수상
- 전 Rizin 밴텀급 챔피언 (2020년–2022년)
- Rizin Bantamweight Grand Prix 2021 준우승
- UFC 플라이급 타이틀 도전 경험

## 관련 문서
- UFC
- 플라이급 (종합격투기)
- 밴텀급 (종합격투기)
- 알렉산드레 판토자
- 브랜든 로이발